# Vukovári Tivadar
Vukovári Tivadar Vilmos (Budapest, 1888. október 19. – Budapest, 1975. március 29.) cégvezető, a Magyar Leszámítoló és Pénzváltó Bank titkára, később aligazgatója, főrevizor, az első világháború idején szakaszvezető százados.
| Vukovári Tivadar                          | Vukovári Tivadar                          |
| Kattints az alábbi külső linkek egyikére! | Kattints az alábbi külső linkek egyikére! |
| ----------------------------------------- | ----------------------------------------- |
| Nem található szabad kép.(?)              |                                           |
| külső link · jogvédett                    | Vukovári Tivadar katonaképe               |

## Élete
Vukovári (1881-ig Schmutzer) Albert (1855–1914) és Gruber Róza (1860–1934) fia, izraelitaként született, később református lett. Az első világháború kitörését követően bevonult a 29. honvéd gyalogezredhez, a kárpáti harcokban vett részt. Jaworówból kórházba került, majd felgyógyulásása után a 306. honvéd gyalogezred katonájaként Strypánál harcolt. 1916-ban súlyos sebesülést kapott Toporucrarace környékén, egy gránáttól. Ismételten kórházba került, majd a gyógyulást követően a román fronton harcolt, újra a 29-es honvédeknél. 1917-ben súlyosan megbetegedett, majd még ugyanebben az évben elvégzett egy géppuskás tanfolyamot és századparancsnokként a 306. gyalogezrednél teljesített frontszolgálatot az orosz harctéren. Később Huszton kiképzőtisztként működött, a katonai összeomlás után leszerelt. 1918. február 16-án Budapesten, az V. kerületben házasságot kötött budai Goldberger Paulával, Goldberger József és Riesz Gizella lányával. A házasság 1923-ban felbontatott. Válását követően újraházasodott; 1924. április 19-én Budapesten, a II. kerületben házasságot kötött Vas Kovács Piroskával, Vas Kovács István és Sas Eszter lányával. Az egyik tanú Halász Géza volt, s Vukovári is tanúként volt jelen Halász Géza házasságkötésekor. Az 1930-as évek második felében az Olasz–Magyar Rizshántoló Rt. igazgatósági tagja, 1937-1941-ben a Magyar Leszámítoló és Pénzváltó Bank aligazgatója volt. Igazgatósági tagja volt még a Gyöngyösvidéki Gőzmalom Rt.-nek. Tűzharcos volt. Haláláról beszámolt a Népszabadság.

## Kitüntetései
- Katonai Érdemérem
- III. osztályú katonai érdemkereszt (1916)
- Károly-csapatkereszt
- Sebesültek Érme